# Бехтольсхайм
Бехтольсхайм (нем. Bechtolsheim) — община в Германии, в земле Рейнланд-Пфальц.
Входит в состав района Альцай-Вормс. Подчиняется управлению Альцай-Ланд. Население составляет 1564 человека (на 31 декабря 2010 года). Занимает площадь 10,66 км².